# Кок, Зора
Зора Кок (нид. Zora Cock; род. 1 апреля 1991, Ассен) — нидерландская певица и автор песен, фронтвумен и одна из основателей группы Blackbriar, исполняющей музыку в жанрах альтернатив-метал и готик-метал.

## Биография
Зора Кок родилась 1 апреля 1991 года в нидерландском городе Ассен, провинция Дренте.
С 16 лет брала уроки экстремального вокала. В подростковом возрасте писала музыку, вдохновляясь такими певицами, как Кейт Буш и Лана Дель Рей.
До участия в Blackbriar Кок уже работала вместе с будущим барабанщиком группы Рене Боксемом. В период сольного творчества артистка активно экспериментировала со звучанием, отдавая предпочтение спокойной, гармоничной мелодии — джазу и блюзу.
По словам Кок, на стиль Blackbriar в значительной мере повлияли вокал и манера подачи Лиззи Хейл, которую  она и Боксем услышали на совместном концерте Slash и Halestorm. Об основании группы Зора Кок рассказала в интервью немецкому сайту darkdivas.com:
До Blackbriar у меня уже был совместный музыкальный проект с Рене, барабанщиком, но в другом жанре — дарк-поп. На концерте Slash меня невероятным образом впечатлило их выступление в поддержку Halestorm. Я подумала про себя: «Вот это да! И я хочу так!» Тогда мы с Рене приступили к поиску людей, которые бы тоже были заинтересованы в том, чтобы создать группу вместе с нами. И нам очень повезло!
Именно Halestorm Кок считает «причиной появления на свет» их группы.
За свою недолгую, но плодотворную карьеру Зора Кок успела поработать с такими артистами, как Шарлотта Весселс (экс-солистка Delain), MORTEMIA, Rhealine, dArtagnan и Улли Перхонен (в прошлом — солистка Snow White Blood).
Личную жизнь Зора Кок держит в тайне: в сети нет информации ни о её семейном положении, ни о детях. Певица ведёт личный блог в сети Instagram, где делится с подписчиками фотографиями из жизни группы и путешествий.
Отвечая на вопросы фанатов, Кок сказала, что ее рост — 158 см.

## Вокальные данные
Немецкий музыкальный журнал Metal Hammer сравнил голос и манеру подачи Зоры Кок с Эми Ли и Кейт Буш.

Онлайн-издание CHAOS Music Magazine также упомянуло проникновенный голос Кок в рецензии на первый полноформатный альбом группы Cause of Shipwreck: 
Первое, на что мы обращаем внимание, — это чудесный вокал Зоры Кок. Голос Кок возносится над музыкой, прекрасно вписываясь в данный жанр.
Чаще всего солистка исполняет песни в эстрадной манере, однако в дебютном сингле Blackbriar Ready to Kill (2014) она продемонстрировала филигранное владение приёмами экстремального вокала.

## Творчество
Тексты песен Зора Кок пишет сама, называя источником вдохновения произведения сестёр Бронте, Томаса Олде Хевельта и Лорен Кейт. Отдельное место в её творчестве отведено сериалу «Чужестранка». Кроме того, невозможно обойти вниманием фольклор, также в значительной мере повлиявший на творческий материал группы, будь то европейские сказки (Snow White and Rose Red, Thumbelina), легенды и предания народов мира (Cry of a Banshee, Selkie, Cicada) или отсылки к мировой истории и культуре (I'd Rather Burn, Fairy of the Bog, My Soul's Demise), однако по преимуществу лирика Blackbriar окрашена в любовные тона (Until Eternity, My Down-to-Earth Lover, Beautiful Delirium, Mortal Remains, You Are Haunting Me).